# マルセリーヌ・ロリダン＝イヴェンス
マルセリーヌ・ロリダン＝イヴェンス（Marceline Loridan-Ivens, 1928年3月19日 - 2018年9月18日）は、フランスの女優、映画監督、ホロコースト生還者。マルセリーヌ・ロリダン名義で、ヌーヴェルヴァーグの代表作のひとつ『ある夏の記録』（監督ジャン・ルーシュ、エドガール・モラン、1960年）に主演していることで知られる。

## 来歴・人物
1928年3月19日、フランスのヴォージュ県の県庁所在地エピナルで、1919年にフランスに移住したユダヤ系ポーランド人の両親のもとに、マルセリーヌ・ローゼンベルク（Marceline Rosenberg）として生まれる。第二次世界大戦の初めに、一家でヴォクリューズ県に移り住み、そこで彼女はレジスタンス運動に参加する。父とともにゲシュタポに捕らえられ、1944年3月にアウシュヴィッツ＝ビルケナウ強制収容所に送られ、次にベルゲン・ベルゼン強制収容所に送られ、ついにはテレージエンシュタット強制収容所へ送られ、そこで彼女は、1945年5月の収容所解放により自由を回復する。
1960年、32歳の夏、ジャン・ルーシュとエドガール・モランが共同監督したドキュメンタリー映画『ある夏の記録』にマルセリーヌ・ロリダン名義で主演、一躍知られるようになる。ドキュメンタリー映画監督のヨリス・イヴェンスと出逢って結婚、ヨリスとともにドキュメンタリー集団を結成し、『Comment Yukong déplaça les montagnes』（1976年）などいくつかの作品で共同監督および共同脚本を手がけた。1989年6月28日、51歳のときに、夫ヨリス（90歳没）と死別。夫の遺作『風の物語』には共同で脚本を執筆した。
2003年、アヌーク・エーメを主演にした長編劇映画『La Petite Prairie aux bouleaux』を単独で演出している。同作は自身の収容所での経験にとてもインスパイアされている。タイトルはポーランド語「Brezinka」の意味のフランス語訳で、この語をドイツ語化すると「ビルケナウ Birkenau」となる。脚本を女優のジャンヌ・モロー、ヨリスの監督作『Le Peuple et ses fusils』（ドキュメンタリー、1970年）で脚本の共同作業をしたジャン＝ピエール・セルジャンらとともに執筆した。

## フィルモグラフィ

### 監督
- 北緯17度 ベトナム戦争実録 Le 17e parallèle: La guerre du peuple　ドキュメンタリー　1968年　監督・脚本　共同監督・共同脚本ヨリス・イヴェンス
- Une histoire de ballon　短篇ドキュメンタリー　1976年　マルセリーヌ・ロリダン名義　監督・脚本　共同監督・共同脚本ヨリス・イヴェンス　※セザール賞受賞
- Comment Yukong déplaca les montagnes　ドキュメンタリー　1976年　監督・脚本　共同監督・共同脚本ヨリス・イヴェンス
- Les Ouigours　短篇ドキュメンタリー　1977年　マルセリーヌ・ロリダン名義　監督・脚本　共同監督・共同脚本ヨリス・イヴェンス
- Les Kazaks　ドキュメンタリー　1977年　マルセリーヌ・ロリダン名義　監督・脚本　共同監督・共同脚本ヨリス・イヴェンス
- La Petite prairie aux bouleaux　2002年　監督・脚本　共同脚本ジャンヌ・モロー、ジャン＝ピエール・セルジャン、主演アヌーク・エメ　※第53回ベルリン国際映画祭特別上映作品

### 脚本
- 人民とその銃 Le Peuple et ses fusils　ドキュメンタリー　1970年　脚本・出演　監督・脚本ヨリス・イヴェンス、ジャン＝ピエール・セルジャン　※ラオスについて
- 風の物語 Une histoire de vent　ドキュメンタリー　1989年　マルセリーヌ・ロリダン名義　監督・共同脚本ヨリス・イヴェンス　※ヨリスの遺作

### 出演
- ある夏の記録 Chronique d'un été　ドキュメンタリー　1960年　マルセリーヌ・ロリダン名義　監督ジャン・ルーシュ、エドガール・モラン
- ゴーレム、さまよえる魂 Golem, l'esprit de l'exil　1992年　マルセリーヌ・ロリダン名義　監督・脚本アモス・ギタイ、出演ハンナ・シグラ、サミュエル・フラー、ファビエンヌ・バーブ、ベルナルド・ベルトルッチ、フィリップ・ガレル、ベルナール・エイゼンシッツ
- パリの確率 Peut-être　1999年　監督セドリック・クラピッシュ、主演ジャン＝ポール・ベルモンド

## 関連事項
- テレージエンシュタット強制収容所

## 註
1. ↑  “Filmmaker Loridan-Ivens, Auschwitz companion of Simone Veil, dies” (英語). France24. (2018年9月19日) 2018年9月21日閲覧。
2. ↑  ヨリス・イヴェンスとドキュメンタリーの発展を参照。